# Ulica Jana Henryka Dąbrowskiego w Polkowicach
Ulica Jana Henryka Dąbrowskiego – jedna z głównych ulic w Polkowicach.

## Historia
Gdy Polkowice znajdowały się w Niemczech na terenie dzisiejszej ul. Dąbrowskiego istniały 2 ulice – nazywały się: Schlageterstraße (Szalagetera) i Bahnhofstraße (Dworcowa) , a jeszcze wcześniej Raudtenerstraße (Rudnowska).
W czasie PRL-u ul. Dąbrowskiego nosiła nazwę ul. Bieruta.